# Cristina Jacob
Cristina Jacob (17 ottobre 1959) è una regista romena.

## Filmografia

### Cinema

#### Regista
- Mircea Veroiu: Wounded by Love of Life (2010) - documentario
- The Dowry (2011) - cortometraggio
- In film la Nasu' (2012) - cortometraggio
- Selfie (2014)
- Love Is a Story (2015)
- Selfie 69 (2016)
- Oh, Ramona! (2019)
- The Perfect Escape (2021)

#### Attrice
- Jocul, regia di Olimpia Stavarache (2012)